# David Weytsman

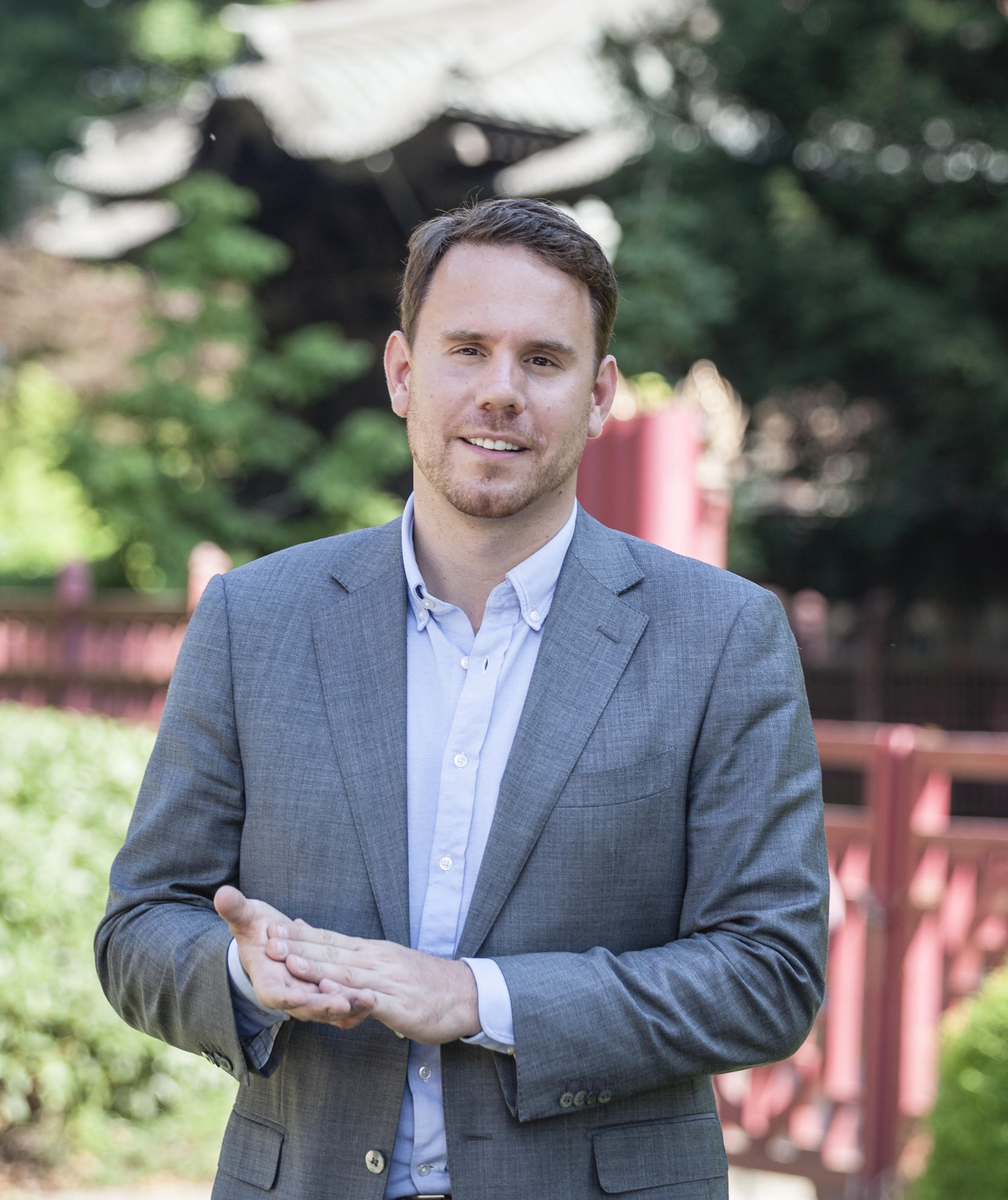
David Weytsman

David Weytsman (Luik, 14 juli 1981) is een Belgisch politicus voor de liberale MR.

## Levensloop
Weytsman is van opleiding handelsingenieur aan de HEC Liège Management School van de Universiteit Luik en behaalde daarnaast een master in de Europese economie aan het Europacollege in Brugge. Na zijn studies ging hij van 2003 tot 2004 aan de slag bij European Savings Bank Institute. Nadien werkte hij van 2004 tot 2005 bij Suez-Electrabel en was hij van 2005 tot 2006 consultant-lobbyist bij het duurzame energiebedrijf Hinicio.
In 2006 verliet Weytsman de privésector om voltijds aan de slag te gaan in de politiek. Van 2006 tot 2011 was hij kabinetsadviseur bij toenmalig vicepremier en minister van Financiën Didier Reynders. Bovendien was hij van 2008 tot 2009 adviseur van Patricia Vande Maele, voor de MR schepen van Financiën in Sint-Jans-Molenbeek en van 2010 tot 2015 medewerker van de voorzitter van de Brusselse MR-federatie, Françoise Bertieaux. Van 2011 tot 2014 was hij raadgever voor fiscaliteit, overheidsbedrijven, energie en mobiliteit op het kabinet van toenmalig MR-partijvoorzitter Charles Michel en van 2014 tot 2017 adjunct-kabinetschef van de ministers van Mobiliteit Jacqueline Galant en François Bellot. 
Van 2008 tot 2011 was hij eveneens politiek secretaris van de MR-afdeling van de stad Brussel en van 2010 tot 2014 was hij voorzitter van de regionale Brusselse federatie van jongerenafdeling Jeunes MR. 
In oktober 2012 werd Weytsman verkozen tot gemeenteraadslid van Brussel en van september 2017 tot februari 2018 was hij schepen voor Stedelijke Herwaardering en Participatie. Sinds 2018 is hij voorzitter van de MR-fractie in de Brusselse gemeenteraad. Sinds februari 2025 is Weytsman eveneens OCMW-voorzitter van de stad.
In februari 2018 nam hij ontslag als schepen van Brussel om de Ukkelse burgemeester Boris Dilliès op te volgen in het Brussels Hoofdstedelijk Parlement, waar hij tot in februari 2025 bleef zetelen. Hij ging er zetelen in de commissie Leefmilieu en Energie (2018-2019) en Mobiliteit (2019-2025) en was van 2021 tot 2024 vicevoorzitter van de commissie Mobiliteit. Van 2022 tot 2023 zetelde hij daarenboven in de bijzondere UBER-commissie naar mogelijke beïnvloeding van het taxibedrijf op de politieke besluitvorming. Als verkozene voor de Franse taalgroep in het Brussels Parlement had Weytsman tevens zitting in het Parlement francophone bruxellois, het parlement van de Franse Gemeenschapscommissie, waar hij van 2019 tot 2024 voorzitter was van de commissie Sociale Aangelegenheden, Gezondheid en Gezin. Daarnaast had hij van november 2022 tot juni 2024 zitting in het Parlement van de Franse Gemeenschap. Hij zetelde er in de commissie Hoger Onderwijs, Wetenschappelijk Onderzoek, Universitaire Ziekenhuizen, Jeugd, Jeugdhulp, Justitiehuizen en Promotie van Brussel, die tot augustus 2023 tevens bevoegd was voor Onderwijs voor Sociale Promotie en Sport. In februari 2025 nam Weytsman ontslag als parlementslid om het OCMW-voorzitterschap in Brussel op te nemen.